# Bowman (Georgia)
Bowman è una città degli Stati Uniti d'America, situata in Georgia, nella Contea di Elbert.